# Cadaba termitaria
Cadaba termitaria là một loài thực vật có hoa trong họ Capparaceae. Loài này được N.E.Br. mô tả khoa học đầu tiên năm 1899.